# Europsko prvenstvo u vaterpolu – Leipzig 1962.
Vaterpolsko EP 1962. deseto je izdanje ovog natjecanja. Održano je u Leipzigu u Istočnoj Njemačkoj od 19. do 25. kolovoza.

## Konačni poredak
| Mj. | Država           |
| --- | ---------------- |
| 1.  | Mađarska         |
| 2.  | Jugoslavija      |
| 3.  | SSSR             |
| 4.  | Istočna Njemačka |
| 5.  | Rumunjska        |
| 6.  | Nizozemska       |
| 7.  | Belgija          |
| 8.  | Italija          |
| 9.  | Švedska          |
| 10. | Velika Britanija |
| 11. | Poljska          |

| Pobjednici           |
| -------------------- |
| Mađarska Osmi naslov |